# Sablja (televizijska serija)
Sablja je srbijanska političko-dramska biografska televizijska serija iz 2024. godine, snimljena 2023. godine. Temeljena na djelu i smrti srbijanskog premijera Zorana Đinđića, radnja serije bavi se političkim razdobljem u Srbiji od 2000. do 2003. s posebnim osvrtom na atentat na Zorana Đinđića i policijsku akciju „Sablja” koja je uslijedila nakon atentata, po kojoj je serija i dobila ime.
Režiju potpisuju Goran Stanković i Vladimir Tagić, koji uz Maju Pelević potpisuje i scenarij.
Premijera, planirana na RTS-u 1 24. veljače 2024. godine, odgođena je odlukom ove televizije, s ciljem da serija „Sablja” dobije priliku sudjelovati na festivalima.
Prve dvije epizode premijerno su prikazane na festivalu serija u Cannesu - „Cannesseries”. Serija „Sablja” osvojila je nagradu za najbolju glumačku interpretaciju cjelokupnog glumačkog ansambla.
Film je prikazan i na 30. Sarajevo Film Festivalu 20. kolovoza 2024.
Serija „Sablja” prikazivala se od 2. do 24. studenoga 2024. na RTS-u 1, kao i na platformi za streaming Max.

## Radnja
Glavni motiv trilera je događaj 12. ožujka 2003., kada je usred bijela dana ispred zgrade Vlade Srbije ubijen premijer Srbije Zoran Đinđić. Dok se u očima javnosti čini vrlo jasnim tko su atentatori, mlada novinarka u usponu Danica Mandić pokušava razotkriti pravu pozadinu atentata.
Njezina potraga za istinom vodi je u najdublje pore korumpiranoga državnog aparata. Boris, policijski inspektor zadužen za istragu, polako otkriva greške u slučaju koje su ga dovele do ljudi iz vrha tajne službe, dok se mladi kriminalac Uroš sve više uključuje u radnje kriminalnog klana za koji će se pokazati da stoji iza ubojstva premijera.

## Uloge
- Dragan Mićanović kao Zoran Đinđić
- Milica Gojković kao Danica Mandić, novinarka
- Ljubomir Bandović kao Boris Rakić, inspektor
- Lazar Tasić kao Uroš Ristić Mali
- Feđa Štukan kao Ljuba Vasiljević, Borisov kolega
- Jasna Đuričić kao Svetlana, Daničina majka
- Marko Grabež kao Čedomir Jovanović
- Tihana Lazović Trifunović kao Ružica Đinđić
- Sergej Trifunović kao Milorad Ulemek Legija
- Bojan Navojec kao Dušan Spasojević Duća
- Zlatko Burić kao Žarko Ilić
- Marija Škaričić kao Sonja Janković
- Predrag Bjelac kao Vojislav Koštunica
- Izudin Bajrović kao Jovica Stanišić
- Miloš Timotijević kao Mile Luković Kum
- Igor Borojević kao Zoran Živković
- Gojko Baletić kao Radomir Marković